# Enna hara
Enna hara là một loài nhện trong họ Trechaleidae.
Loài này thuộc chi Enna. Enna hara được E. L. C. Silva, A. A. Lise & J. E. Carico miêu tả năm 2008.